# Paramignya
Genre
Paramignya, anciennement en français Paramignye, est un genre de plantes de la famille des Rutaceae. Ce sont des lianes tropicales originaires du Sud-Est asiatique (Viêt Nam, Laos, Cambodge, Malaisie, Inde, Papouasie-Nouvelle-Guinée, Bangladesh, Birmanie, Java-Indonésie, Australie et Sri Lanka). 
Le nom vient du préfixe para (contre) et du grec μἳγνὐμι (emmêler).

## Taxonomie
Paramignya Wight. (1837) est un genre décrit par Robert Wight et défini par le Dictionnaire de botanique de H. Baillon (1876) comme « Rulacées-Citrées, voisin des Limonia, formé de 3-4 arbustes, souvent grimpants, de l'Inde, à feuilles unifoliolées ; calice entier ou 4, 5-lobé, avec 8-10 étamines à anthère étroite ; un réceptacle élevé. Il y en a d'épineux, et tous ont les fleurs axillaires ».
Les genres Paramignya, Limonia (de nos jours Feronia Corrêa),  Atalantia (Severinia Tenore) et Citrus « pourtant si homogènes » ont connu des contenus variables qui « amènent des changements de noms extrêmement gênants » écrit Guillaumin. theplantlist.org donne 25 espèces dont deux acceptées P. confertifolia Swingle et P. rectispinosa W. G. Craib (1916), les autres ont un statut non résolu et une confiance faible.

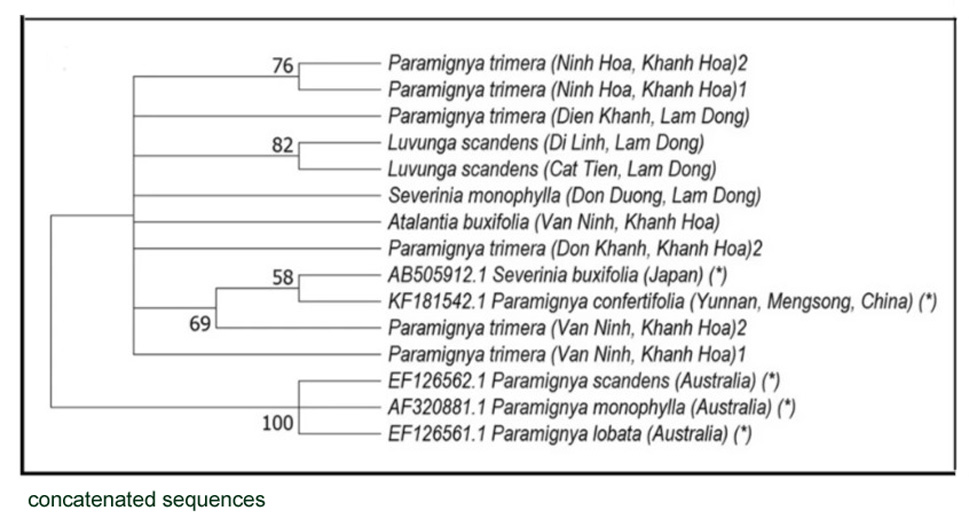
P. scandens, P. monophylla et P. lobata sont bien distincts de P. trimera, dont il existe ici six variantes génétiquement démarquées (2020).

### Phylogénie
Le potentiel pharmaceutique de P. trimera a amené une équipe vietnamienne (2020) à séquencer dix accessions attribuées aux genres Atalantia, Luvunga, Paramignya et Severinia collectés dans les provinces de Khanh Hoa et Lam Dong et à dresser une phylogénie de P. trimera avec des parents.
Les auteurs montrent qu'il existe une variation significative à l'intérieur de P. trimera et que l'espèce est étroitement apparentée à A. buxifolia, Severinia monophylla et Luvunga scandens. Il reste donc beaucoup à faire pour décrire et ordonner ce genre.  

## Utilisation

### Ethnomédecine
Elles ont été des remèdes populaires contre l'hépatite, le diabète, le cancer, les infections du nez. Les principaux composants sont des coumarines et des glycosides coumariniques, des alcaloïdes d'acridone, des glycosides, des phénols et des flavonoïdes, ainsi que des limonoïdes, lignine glycoside et stérol. 
Paramignya trimera a montré des effets thérapeutiques in vitro (2017) et un potentiel anti-cancéreux, Paramignya trimera bien étudiée à cause de ses paratrimérines, et paramicoumarines possèdent des activités antioxydantes et antiprolifératives in vitro, Paramignya scandens et ses paramignyols cytotoxiques, , etc.

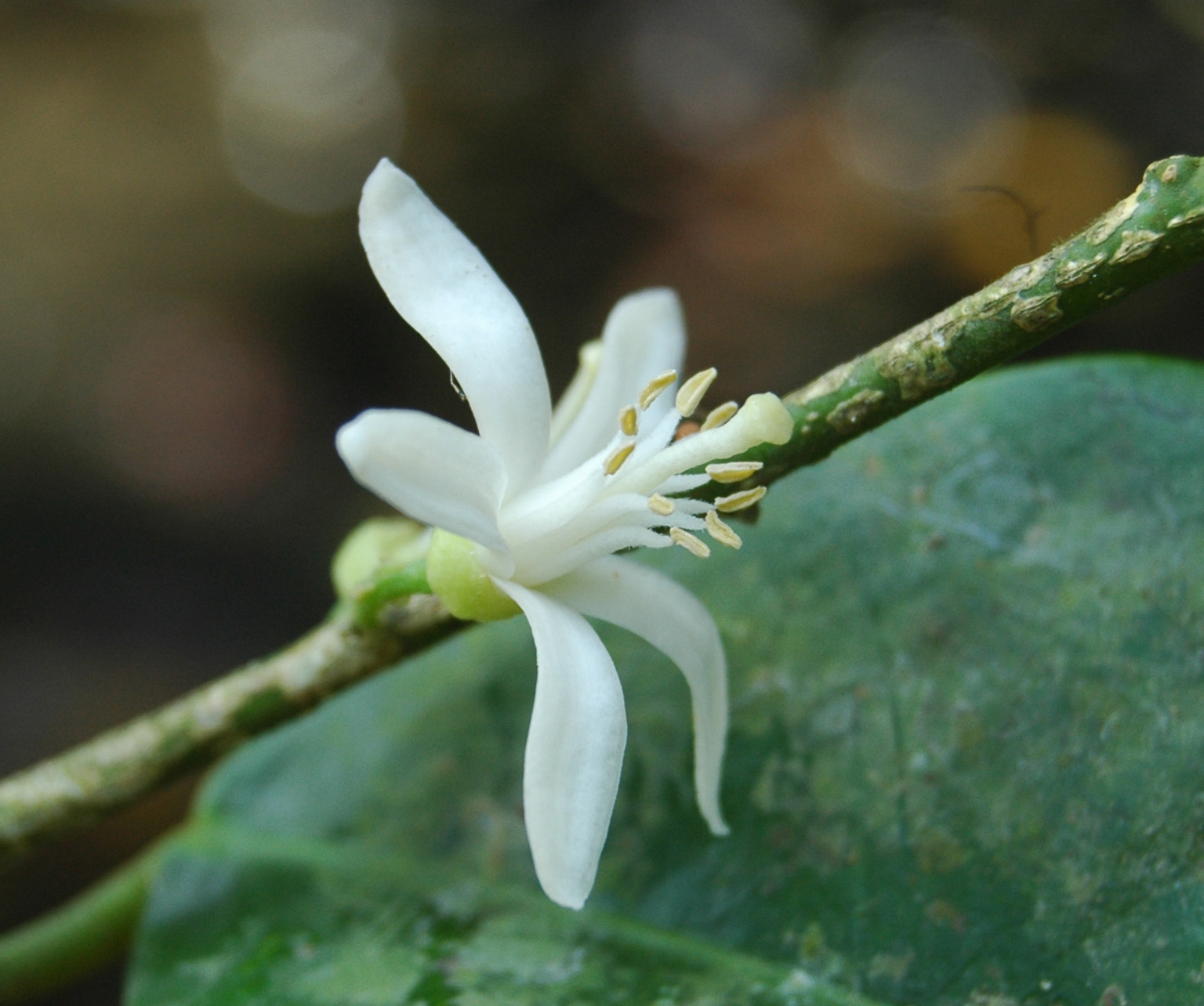
Paramignya citrifolia, la fleur (Bangladesh).

### Porte-greffe
Les plantes de ce genre peuvent servir de porte-greffes aux agrumes.

### Huile essentielle
L'huile essentielle de feuille de Paramignya trimera hydro distillée contient (2018) 43 composants par ordre d'importance les sesquiterpènes oxygénés (41,7 %) puis les hydrocarbures sesquiterpéniques (39,6 %), les principaux constituants sont le β-caryophyllène (10,5 %), l'oxyde de β-caryophyllène (9,9 %), le 7-épi-α-eudesmol (7,6 %) et le γ-murolène (6,8 %).

## Liste d'espèces
D'après Thi Cam Mien Phi et al. « Le genre Paramignya (Rutaceae) comprend environ trente espèces typiquement distribuées en Asie tropicale. Comme d'autres genres de la famille des Rutacées, la variation importante de la morphologie des espèces de Paramignya rend difficile l'étude taxonomique et l'identification précise »
- Paramignya andamanica (King) Tanaka (1928)[16] synonyme Atalantia armala Guill.[17]
- Paramignya angulata (Willd.) Kurz - synonymes : Citrus angulata Willd., Gonocitrus angulatus (Willd.) Kurz, Merope angulata (Willd.) Swingle, Paramignya longispina Hook. f (1875)., Sclerostylis spinosa Blume, Atalantia longispina Kurz[18] (Malaisie[19]),
- Paramignya armata (Thwaites) Bedd. ex Oliv. (exemplaires MPU provenant du Sri Lanka[20] et du Viêt Nam[21]),
- Paramignya beddomei Tanaka,
- Paramignya brassii C. T. White (1926) synonymes : Echinocitrus brassii (C. T. White) Tanaka, Triphasia brassii (C. T. White) Swingle (exemplaire du MNHN provenant de Papouasie-Nouvelle-Guinée)[22],
- Paramignya citrifolia Oliv. (1875) (pas toujours[23]) synonymes Paramignya griffithii Hook. f. (1875), Citrus scandens Griff. (1926), Paramignya scandens (Griff.) Craib.(usuel)[24], (exemplaire du MNHN provenant du Laos) [25], Pararnignya ridleyi Burkill (« Décrite par Hooker sous le nom de Paramignya Griffithii et par Oliver sous le nom de Paramignya citrifolia, cette espèce ne peut être un Citrus à cause de son androcée diplostémone. Si, comme moi, on réunit les Atalantia et les Paramignya, faute de trouver une distinction entre eux, l'espèce doit s'appeler Atalantia Griffithii »[26]. Plante présente dans la collection de UC Riverside[27]
- Paramignya confertifolia Swingle,[28]
- Paramignya cuspidata (Ridl.) BurkillParamignya monophylla feuilles et fruit (Inde).
- Paramignya grandiflora Oliv[29]

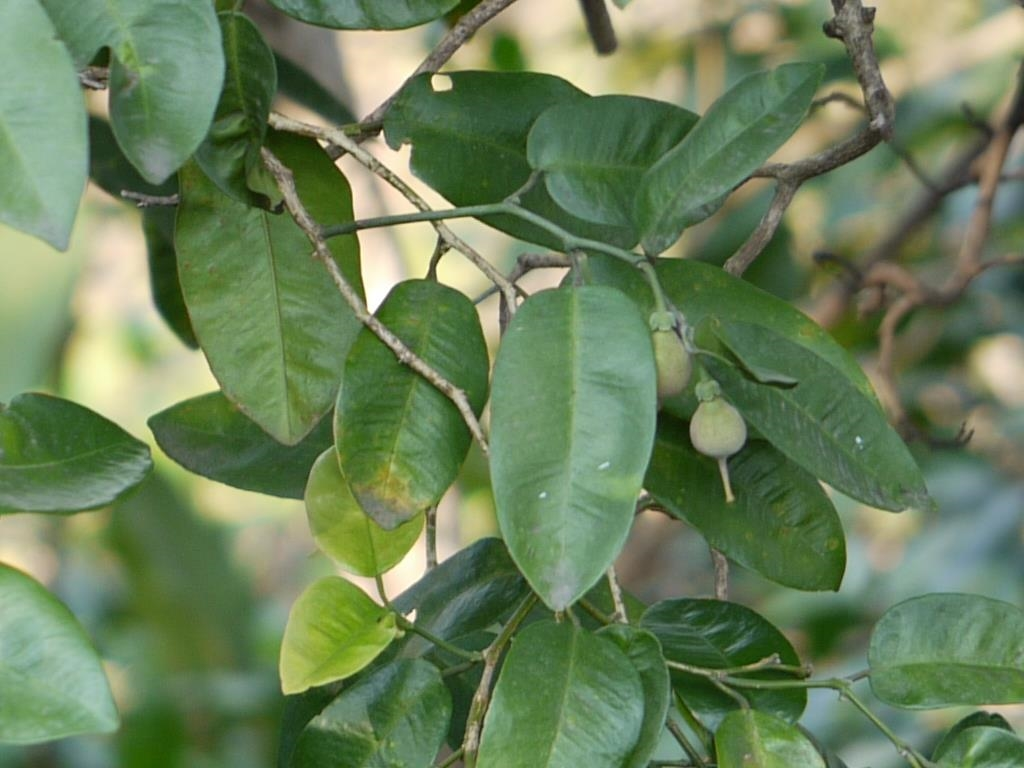
Paramignya monophylla feuilles et fruit (Inde).

- Paramignya hispida (Pierre ex Guillaumin) Pierre ex Guillaumin. Nao pa en lao [30]
- Paramignya littoralis Miq. (1864), synonymes: Limnocitrus littoralis (Miq.) Swingle, Pleiospermium littorale (Miq.) Tanaka, Atalantia hispida, Atalantia littoralis ( « A. Guillaumin en 1913 a attiré l'attention sur [ ] Paramiguya littoralis Miquel, qui pourrait jouer le même rôle que la Salicorne en Extrême-Orient, car on le rencontre, jusque dans les sables maritimes, dans le sud de Java et en Annam »[31]A. Guillaumin).
- Paramignya lobata Burkill (1931)
- Paramignya longipedunculata Merr. (1905)[32]
- Paramignya mindanaensis Merr.
- Paramignya monophylla Wight (1838)[33] (Inde et Indochine[34])
- Paramignya petelotii Guillaumin (exemplaire du MNHN provenant du Viêt Nam)[35]
- Paramignya rectispinosa Craib[36]
- Paramignya surasiana Craib, (1931)[37]
- Paramignya trimera (Oliv.) Burkill (1931) synonymes : Atalantia trimera Oliv., Luvunga monophylla (DC.) Mabb., Triphasia monophylla DC[38]